# Виндхук
Ви́ндхук (англ. Windhoek, африк. Windhoek, нем. Windhuk) — столица и самый большой город Республики Намибия. Население — 334 580 человек (по данным на 1 января 2025 года).
Виндхук является социальным, экономическим и культурным центром страны. Штаб-квартира каждого намибийского национального предприятия, государственного органа, образовательных и культурных учреждений находится здесь.

## Этимология
Слово «Windhoek» произошло из африкаанса и означает «ветреный уголок» (нем. Windecke). Впервые это название, после многочисленных переименований, было употреблено в письме Йонкера Африканера, шестого вождя нама.
Ранее, на языке этого племени Виндхук назывался ǀAi-ǁGams («горячий источник»). Город был назван так, потому что вблизи находился геотермальный источник. По этой же причине на языке очигереро он был назван Otjomuise («место пара»).
В колониальное время имя сегодняшней столицы Намибии менялось более трёх раз. Сначала Джеймс Эдвард Александер назвал его «Queen Adelaide’s Bath» («залив королевы Аделаиды»), позже город был переименован в Barmen («Бармен») Карлом Хуго Хааном, затем Йозеф Тиндаль стал именовать его Concordiaville («Конкордиавиль»).

## История
Поселение на месте Виндхука под властью вождя нама возникло в 1800 году, но официальной датой основания города считается 1890 год, когда он был провозглашён столицей Германской Юго-Западной Африки. Название города переводится как «ветреный угол». С начала Первой мировой войны и до 21 марта 1990 года Виндхук находился под властью ЮАР. После провозглашения независимости 21 марта 1990 года город стал столицей Намибии.

## Общие данные
Город расположен в северной части возвышенности Кхомас, на высоте 1628 м. Первыми жителями поселения стали люди племени гереро, потом будущий город стал управляться вождём племени нама, разбившего гереро в XIX веке. Германия оккупировала весь регион в 1885 году и в 1892 году город стал центром немецкого колониального управления в качестве столицы колонии Германская Юго-Западная Африка. В 1915 году, в ходе Первой мировой войны, Виндхук был захвачен южноафриканскими войсками. Город, как и вся Намибия, был объявлен Лигой Наций подмандатной территорией ЮАР. 10 декабря 1959 года прошла первая демонстрация, направленная против властей ЮАР. До получения Намибией независимости в 1990 году Виндхук являлся столицей региона Юго-Западная Африка, управлявшегося правительством ЮАР.

### География
Город является крупным коммерческим и финансовым центром Намибии.
Расширение территории города имеет — помимо финансовых ограничений — географические ограничения. В южном, восточном и западном  направлении Виндхук окружен скалистыми, горными районами, которые делают освоение земель сложным. Южная сторона не подходит для промышленного развития из-за наличия подземных водоносных горизонтов. Только территория района Браквотар к северу от города является единственным возможным местом для расширения Виндхука.

### Климат
Город расположен в полупустынном климатическом регионе. Во время летних месяцев днём стоит сухая жара, ночи прохладные. Максимальная дневная температура летом — 31 °C. Зимой (месяцы июнь, июль и август) обычно выпадает незначительное количество дождя. Минимальная температура колеблется от 5 °C до 18 °C. Ночи холодные, но температура редко падает ниже нуля и почти никогда не идёт снег. Максимальная температура днём — около 20 °C.
Среднегодовая температура, 19,47 °C, является относительно высокой для города, расположенного на такой высоте на границе тропической зоны. Это обусловлено доминированием тёплого северного воздушного течения и горами, расположенным к югу от города, которые надёжно защищают Виндхук от холодных южных ветров.
Среднегодовое количество осадков, около 330 мм, не позволяет развитие садов и зелёных насаждений в городе без интенсивного искусственного полива. В районе города преобладает степная растительность с многочисленными кустарниками. Часто случаются засухи.
| Показатель                    | Янв. | Фев. | Март | Апр. | Май  | Июнь | Июль | Авг. | Сен. | Окт. | Нояб. | Дек. | Год   |
| ----------------------------- | ---- | ---- | ---- | ---- | ---- | ---- | ---- | ---- | ---- | ---- | ----- | ---- | ----- |
| Средний суточный максимум, °C | 30,3 | 28,7 | 27,4 | 25,8 | 23,4 | 20,7 | 21,2 | 23,8 | 27,5 | 29,3 | 30,2  | 31,4 | 26,6  |
| Средняя температура, °C       | 24,0 | 22,8 | 21,7 | 19,3 | 16,6 | 13,8 | 14,1 | 16,3 | 20,0 | 22,0 | 23,2  | 24,3 | 19,8  |
| Средний суточный минимум, °C  | 17,7 | 17,0 | 15,9 | 12,9 | 9,8  | 6,9  | 6,9  | 8,9  | 12,4 | 14,7 | 16,2  | 17,2 | 13,0  |
| Норма осадков, мм             | 85,6 | 91,4 | 69,6 | 35,1 | 5,9  | 1,5  | 0,1  | 1,1  | 4,4  | 13,1 | 29,3  | 30,7 | 332,7 |
| Источник: msn.com             |      |      |      |      |      |      |      |      |      |      |       |      |       |

| Показатель                    | Янв.  | Фев. | Март | Апр. | Май  | Июнь | Июль | Авг. | Сен. | Окт. | Нояб. | Дек. | Год   |
| ----------------------------- | ----- | ---- | ---- | ---- | ---- | ---- | ---- | ---- | ---- | ---- | ----- | ---- | ----- |
| Средний суточный максимум, °C | 31,8  | 30,5 | 28,9 | 27,0 | 25,2 | 22,6 | 22,1 | 25,8 | 29,7 | 31,7 | 32,1  | 32,1 | 28,2  |
| Средняя температура, °C       | 24,3  | 23,3 | 22,0 | 19,8 | 17,6 | 14,1 | 13,8 | 17,2 | 21,2 | 23,8 | 24,4  | 24,6 | 20,4  |
| Средний суточный минимум, °C  | 18,2  | 17,8 | 16,3 | 13,4 | 10,6 | 6,7  | 6,4  | 9,2  | 13,1 | 16,0 | 17,1  | 17,9 | 13,5  |
| Норма осадков, мм             | 104,5 | 98,5 | 91,7 | 46,7 | 9,0  | 1,3  | 0,1  | 0,2  | 4,8  | 7,1  | 17,8  | 43,7 | 425,4 |
| Источник: Namibia Weather     |       |      |      |      |      |      |      |      |      |      |       |      |       |

## Известные уроженцы, жители
- В семье эмигрантов из Германии 8 октября 1993 родилась Кристина Брабец (нем. Christina Brabetz), южноафриканская и немецкая скрипачка.
- Умер Никкей Иямбо, первый вице-президент Намибии (2015—2018).

## Экономика
Виндхук — крупнейший промышленный и культурный центр страны. В городе сосредоточены предприятия пищевой, швейной, деревообрабатывающей, мебельной промышленности, машиностроения. Виндхук — один из крупнейших в мире центров торговли каракулевыми шкурками.

### Транспорт
Через Виндхук проходит транс-африканский автодорожный маршрут  шоссе Триполи — Кейптаун и Транскалахарская автомагистраль. 
В этом транспортном узле имеются и железные дороги, а также международный аэропорт «Хосеа Кутако».

## Достопримечательности
Со времён германского владычества сохранились лютеранская церковь и немецкий форт, а на вершинах гор, окружающих Виндхук — три замка конца XIX — начала XX веков в стиле неоготики. Из более современных сооружений — национальный музей, национальная галерея искусств, библиотека, политехнический институт, зоопарк, единственный в стране ботанический сад. В начале XXI века в столице Намибии был открыт первый национальный университет.

## Спорт
В городе имеется футбольный стадион, построенный в 2005 году. Называется Стадион имени Сэма Нуйомы. Вместимость стадиона — 10 300 мест. Он расположен в пригороде Катутура. Стоимость строительства составила 6,4 млн долларов (около € 5,5 млн). С 2008 года стадион, который является самым современным в Намибии, стал также оснащён искусственным газоном. 8 июня 2009 года стадион открылся после ремонта снова.
В городе есть несколько спортивных клубов.
Многие боксёры, такие как Паулус Мозес, Паулус Амбунда и Абмерк Шинджуу родились в Виндхуке.
Сборная Намибии по крикету играет большинство своих домашних игр на стадионе Wanderers Cricket Ground, а также на некоторых других стадионах.

## Города-побратимы
- Берлин (нем. Berlin), Германия (2000);
- Ричмонд (англ. Richmond), США.

## Галерея
- Город является экономическим, политическим и административным центром Намибии. Об этом напоминает его новый центр
- Горизонт
- На центральной улице Виндхука
- Уличная торговля
- Сады рядом с парламентом